# Namida no Iro
Singles de Cute
Koero! Rakuten Eagles
(2008) Edo no Temari Uta II
(2008)
Namida no Iro (涙の色) ("La Couleur des Larmes") est le 5e single "major" et 10e single au total du groupe de J-pop Cute, sorti le 23 avril 2008 au Japon sur le label zetima, écrit et produit par Tsunku. Il atteint la 4e place du classement Oricon. 
Sortent aussi une édition limitée du single avec un DVD bonus, et une version "Single V" (vidéo). Une édition spéciale "event V" sera vendue lors de prestations du groupe, avec un DVD contenant le clip et "making of" du titre du précédent single spécial Koero! Rakuten Eagles.
La chanson-titre figure sur le 4e album du groupe, 4 Akogare My Star. La chanson en face B avait déjà été interprétée par le groupe sœur Berryz Kōbō en face B de son single Dschinghis Khan sorti le mois précédent.

## Membres
- Maimi Yajima
- Erika Umeda
- Saki Nakajima
- Airi Suzuki
- Chisato Okai
- Mai Hagiwara
- Kanna Arihara

## Titres
Single CD
1. Namida no Iro (涙の色?)
2. Darling I Love You (°C-ute ver.) (ダーリン I LOVE YOU (°C-ute ver.)?)
3. Namida no Iro (instrumental) (涙の色 (instrumental)?)

Single V (DVD)
1. Namida no Iro (涙の色?) (PV)
2. Namida no Iro (Close-up Ver.) (涙の色 (Close-up Ver.)?)
3. Making of (メイキング映像?)

DVD de l'édition limitée
1. Namida no Iro (Dance Shot Ver.) (涙の色 (Dance Shot Ver.)?)

DVD de l'édition "event V"
1. Koero! Rakuten Eagles (越えろ! 楽天イーグルス?)
2. Koero! Rakuten Eagles Making of (越えろ! 楽天イーグルス メイキング映像?)
3. °C-ute's One Day with the Touhoku Rakuten Golden Eagles (℃-ute の一日 (東北楽天ゴールデンイーグルス?)